# Panfilovia acuminata
Panfilovia acuminata là một loài côn trùng trong họ Panfiloviidae thuộc bộ Neuroptera. Loài này được Panfilov in Dolin et al. miêu tả năm 1980.